# Klao
Le klao est une langue krou parlée au Liberia.

## Écriture
Des ouvrages ont été publiés en klao à partir des années 1970 par l’Église méthodiste unie avec un alphabet latin utilisant notamment les lettres ɛ, ø, ɔ, ʌ et marquant les tons avec l’accent grave, l’accent aigu et le macron. Une traduction du Nouveau Testament a été publiée en 2000 et une traduction de la Bible en 2010 utilisant notamment les lettres ɛ, ɔ et l’accent grave, l’accent circonflexe et la ligne verticale suscrite.